# Tusoteuthis
Tusoteuthis es un género extinto de molusco cefalópodo del período Cretácico, propio de Norteamérica. Hasta ahora solo se ha identificado a una especie, T. longa, y el estudio de los restos de su gladio o pluma han llevado a un estimado de la longitud de su manto que sería cercano o igual en talla al del actual calamar gigante. Estudios recientes han mostrado que está más cercanamente relacionado con el actual calamar vampiro que con el calamar gigante (Architeuthis dux). Se piensa que Tusoteuthis cazaba a otros cefalópodos, peces e incluso pequeños reptiles marinos.
A pesar del tamaño de Tusoteuthis, el cual estaba entre los 6 a 11 metros de largo con los tentáculos totalmente desplegados, aun así era presa de otros animales, especialmente de los muchos tipos de peces depredadores que vivían en el Mar de Niobrara. Un fósil de un pez salmónido depredador, Cimolichthys nepaholica, fue encontrado con el gladio de T. longa en su garganta. La parte posterior del gladio estaba en la región del estómago, mientras que la boca de C. nepaholica permanecía abierta, lo que sugiere que el pez murió mientras trataba de tragar al calamar empezando con su cola. Los investigadores sospechan que mientras que el pez trataba de devorar al Tusoteuthis, la cabeza y los tentáculos permanecieron por fuera de la boca, bloqueando entonces las agallas del pez, sofocándolo a medida que tragaba su presa.